# گمینا ووینگچ
گمینا ووینگچ (به لهستانی:  Gmina Wojnicz) یک گمینا در لهستان است که در شهرستان تارنوف واقع شده‌است. گمینا ووینگچ ۷۸٫۵۵ کیلومتر مربع مساحت و ۱۳٬۰۱۹ نفر جمعیت دارد.